# Odilo Schmid
Pour les articles homonymes, voir Schmid.
Odilo Schmid, né le 11 janvier 1945 à Binn (originaire de Binn, Ernen et Brigue), est une personnalité politique suisse du canton du Valais, membre du Parti chrétien-social du Haut-Valais. Il est conseiller national de 1995 à 2003.

## Biographie
Odilo Schmid naît le 11 janvier 1945 à Binn. Il est originaire de Binn, Ernen et Brigue, trois communes du canton du Valais. Il obtient sa maturité fédérale en Valais, puis une licence en sciences naturelles à l'Université de Berne. Il dirige ensuite un bureau de géologie à Brigue. Il est également président, puis membre du comité de l'Office de réinsertion professionnelle du Haut-Valais.
Il est marié et a un enfant.

## Parcours politique
Membre du Parti chrétien-social du Haut-Valais, Odilo Schmid siège au Conseil communal de Brigue de 1985 à 1996 et occupe la vice-présidence dès 1989. Lors des élections communales de 1996, il renonce à se représenter pour un nouveau mandat. Il est député au Grand Conseil du canton du Valais de 1989 à 1996.
Il est conseiller national de 1995 à 2003. Il s'engage notamment sur les questions sociales, énergétiques et liées aux transports. Il est vice-président de la Commission de l'environnement, de l'aménagement du territoire et de l'énergie (CEATE) de 2001 à 2003. En 2001, il fait partie du comité, majoritairement de gauche, qui lance une initiative populaire pour la redistribution des bénéfices de la Banque nationale suisse en faveur de l'Assurance-vieillesse et survivants (AVS). Un classement publié en 2002 par la Neue Zürcher Zeitung le classe comme le plus à gauche des parlementaires démocrates-chrétiens. Lors des élections fédérales de 2003, il n'est pas réélu pour un troisième mandat au Conseil national.